# Borough of Chorley
Borough of Chorley är ett distrikt (motsvarande kommun) i grevskapet Lancashire i England, Storbritannien. Distriktet har 118 624 invånare (2022). Större orter är Adlington, Chorley och Euxton.  Staden Chorley tillhör inte någon civil parish, resten av distriktet är indelat i 23 civil parishes.